# Арсеньев, Александр Николаевич
Алекса́ндр Никола́евич Арсе́ньев (1818—1872) — участник Крымской войны 1853—1856 годов, общественный и государственный деятель, тайный советник, дворянин.
Родился 14 (26) апреля 1818 года. Его отец — Николай Михайлович Арсеньев — помещик, участник русско-турецкой войны 1787—1791 годов и Отечественной войны 1812 года.
По окончании Пажеского корпуса был выпущен в 1837 году в лейб-гвардии Гродненский гусарский полк. С декабря 1852 года — ефремовский уездный предводитель дворянства, а с 16 июня 1853 года по 22 декабря 1858 года — тульский губернский предводитель дворянства.
В 1855 году с момента образования Государственного подвижного ополчения принял на себя ответственность за снаряжение Тульского уездного ополчения. В 1858—1859 годах был председателем губернского дворянского комитета по подготовке отмены крепостного права; поддерживал в комитете либеральное меньшинство. Умер 9 (21) декабря 1872 года.
Был женат на Евдокии Алексеевне Протасовой (22.08.1825—18.07.1897), дочери генерала А. А. Протасова. Состояла попечительницей Тульского дома призрения о бедных. Дети:
- Николай (1846—1877), доктор медицины, умер от тифа.
- Мария (1847—1934), замужем за Всеволодом Николаевичем Пущиным.
- Алексей (1849—1914), юрист.
- Александр (1853—1916)